# Rema tetraspila
Rema tetraspila là một loài bướm đêm trong họ Noctuidae.